# Handbal la Jocurile Olimpice de vară din 2020 – Turneul masculin
Turneul masculin de handbal la Jocurile Olimpice de vară din 2020, găzduit de Tokyo, Japonia, a fost a 14-a ediție a competiției de handbal masculin de la Jocurile Olimpice. Meciurile s-au desfășurat în sălile Gimnaziul Național Yoyogi.
Turneul masculin a fost inițial prevăzut a avea loc între 24 iulie și 9 august 2020, dar pe 24 martie 2020, într-o conferință de presă susținută de președintele Comitetului Olimpic Internațional și de premierul japonez Shinzo Abe, în prezența altor demnitari și oficiali olimpici și politici s-a anunțat că, din cauza gravei pandemii provocate de coronavirusul COVID-19, turneul olimpic final „va trebui reprogramat pentru o dată ulterioară anului 2020, dar nu mai târziu de vara anului 2021”. În final, turneul de handbal masculin a fost programat să se desfășoare între 24 iulie și 7 august 2021.

## Calificări
Federația Internațională de Handbal a anunțat sistemul de calificare pe 3 aprilie 2018.
| Modalitate de calificare                 | Data                     | Gazda                       | Locuri | Calificate          |
| ---------------------------------------- | ------------------------ | --------------------------- | ------ | ------------------- |
| Țara gazdă                               | 7 septembrie 2013        | Buenos Aires                | 1      | Japonia             |
| Campionatul Mondial din 2019             | 10–27 ianuarie 2019      | Danemarca / Germania        | 1      | Danemarca           |
| Jocurile Panamericane 2019               | 31 iulie – 5 august 2019 | Lima                        | 1      | Argentina           |
| Turneul asiatic de calificare din 2019   | 17–26 octombrie 2019     | Doha                        | 1      | Bahrain             |
| Campionatul European din 2020            | 10–26 ianuarie 2020      | Austria / Norvegia / Suedia | 1      | Spania              |
| Campionatul African din 2020             | 16–26 ianuarie 2020      | Tunisia                     | 1      | Egipt               |
| Turneele olimpice de calificare din 2021 | 12–14 martie 2021        | Podgorica                   | 2      | Brazilia · Norvegia |
| Turneele olimpice de calificare din 2021 | 12–14 martie 2021        | Montpellier                 | 2      | Franța · Portugalia |
| Turneele olimpice de calificare din 2021 | 12–14 martie 2021        | Berlin                      | 2      | Germania · Suedia   |
| Total                                    |                          |                             | 12     |                     |

## Formatul competiției
Cele 12 echipe participante la turneu au fost împărțite în două grupe de câte șase, fiecare din ele jucând câte un meci împotriva celorlalte echipe din grupă. După încheierea acestei faze, primele patru echipe din fiecare grupă au avansat în sferturile de finală. Învingătoarele au avansat în semifinale, iar câștigătoarele semifinalelor au disputat un meci pentru medalia de aur, în timp ce învinsele au jucat un meci pentru medalia de bronz.

## Tragerea la sorți

### Distribuția în urne
Distribuția în urnele valorice a fost anunțată pe 14 martie 2021.
| Urna 1               | Urna a 2-a      | Urna a 3-a            | Urna a 4-a         | Urna a 5-a     | Urna a 6-a          |
| -------------------- | --------------- | --------------------- | ------------------ | -------------- | ------------------- |
| Danemarca · Norvegia | Franța · Suedia | Germania · Portugalia | Brazilia · Japonia | Spania · Egipt | Argentina · Bahrain |

Tragerea la sorți a avut loc pe 1 aprilie 2021.

## Arbitrii
Perechile de arbitri au fost anunțate pe 21 aprilie 2021.
| Arbitri   | Arbitri                                 |
| --------- | --------------------------------------- |
| Algeria   | Youcef Belkhiri Sid Ali Hamidi          |
| Argentina | María Paolantoni Mariana García         |
| Croația   | Matija Gubica Boris Milošević           |
| Cehia     | Václav Horáček Jiří Novotný             |
| Danemarca | Mads Hansen Jesper Madsen               |
| Egipt     | Yasmina El-Saied Heidy El-Saied         |
| Franța    | Charlotte Bonaventura Julie Bonaventura |
| Germania  | Robert Schulze Tobias Tönnies           |

| Arbitri           | Arbitri                             |
| ----------------- | ----------------------------------- |
| Macedonia de Nord | Gjorgji Nacevski Slave Nikolov      |
| Portugalia        | Duarte Santos Ricardo Fonseca       |
| Rusia             | Viktoria Alpaidze Tatiana Berezkina |
| Slovenia          | Bojan Lah David Sok                 |
| Coreea de Sud     | Koo Bon-ok Lee Se-ok                |
| Spania            | Óscar Raluy Ángel Sabroso           |
| Suedia            | Mirza Kurtagić Mattias Wetterwik    |
| Elveția           | Arthur Brunner Morad Salah          |

## Faza grupelor
Calendarul de mai jos respectă ora Japoniei. Între paranteze a fost adăugat programul de începere a partidelor conform orei Europei de Est.

### Grupa A
| Loc | Echipa    | MJ | V | E | Î | GM  | GP  | DG  | Pct | Calificare           |
| --- | --------- | -- | - | - | - | --- | --- | --- | --- | -------------------- |
| 1   | Franța    | 5  | 4 | 0 | 1 | 162 | 148 | +14 | 8   | Sferturile de finală |
| 2   | Spania    | 5  | 4 | 0 | 1 | 155 | 142 | +13 | 8   | Sferturile de finală |
| 3   | Germania  | 5  | 3 | 0 | 2 | 146 | 131 | +15 | 6   | Sferturile de finală |
| 4   | Norvegia  | 5  | 3 | 0 | 2 | 136 | 132 | +4  | 6   | Sferturile de finală |
| 5   | Brazilia  | 5  | 1 | 0 | 4 | 128 | 145 | −17 | 2   |                      |
| 6   | Argentina | 5  | 0 | 0 | 5 | 125 | 154 | −29 | 0   |                      |

1. 1 2  Franța 36–31 Spania
2. 1 2  Germania 28–23 Norvegia

Conform paginii oficiale a competiției:
| 24 iulie 2021 09:00 (03:00 EET) | Norvegia  | 27 – 24 | Brazilia  | Gimnaziul Național Yoyogi, Tokyo Arbitri: Horáček, Novotný |
| 24 iulie 2021 09:00 (03:00 EET) | Sagosen 8 | (12–13) | Langaro 5 | Gimnaziul Național Yoyogi, Tokyo Arbitri: Horáček, Novotný |
| 24 iulie 2021 09:00 (03:00 EET) |           | Raport  | 6× 1×     | Gimnaziul Național Yoyogi, Tokyo Arbitri: Horáček, Novotný |

| 24 iulie 2021 11:00 (05:00 EET) | Franța       | 33 – 27 | Argentina | Gimnaziul Național Yoyogi, Tokyo Arbitri: Belkhiri, Hamidi |
| 24 iulie 2021 11:00 (05:00 EET) | Richardson 7 | (12–10) | Simonet 8 | Gimnaziul Național Yoyogi, Tokyo Arbitri: Belkhiri, Hamidi |
| 24 iulie 2021 11:00 (05:00 EET) | 5× 1×        | Raport  | 4× 1×     | Gimnaziul Național Yoyogi, Tokyo Arbitri: Belkhiri, Hamidi |

| 24 iulie 2021 16:15 (10:15 EET) | Germania   | 27 – 28 | Spania            | Gimnaziul Național Yoyogi, Tokyo Arbitri: Kurtagić, Wetterwik |
| 24 iulie 2021 16:15 (10:15 EET) | Weinhold 5 | (13–12) | Figueras, Gómez 5 | Gimnaziul Național Yoyogi, Tokyo Arbitri: Kurtagić, Wetterwik |
| 24 iulie 2021 16:15 (10:15 EET) | 5× 2×      | Raport  | 2×                | Gimnaziul Național Yoyogi, Tokyo Arbitri: Kurtagić, Wetterwik |

| 26 iulie 2021 09:00 (03:00 EET) | Brazilia | 29 – 34 | Franța          | Gimnaziul Național Yoyogi, Tokyo Arbitri: Kurtagić, Wetterwik |
| 26 iulie 2021 09:00 (03:00 EET) | Dutra 10 | (13–16) | trei jucători 4 | Gimnaziul Național Yoyogi, Tokyo Arbitri: Kurtagić, Wetterwik |
| 26 iulie 2021 09:00 (03:00 EET) | 4× 1×    | Raport  | 2×              | Gimnaziul Național Yoyogi, Tokyo Arbitri: Kurtagić, Wetterwik |

| 26 iulie 2021 11:00 (05:00 EET) | Argentina              | 25 – 33 | Germania              | Gimnaziul Național Yoyogi, Tokyo Arbitri: Horáček, Novotný |
| 26 iulie 2021 11:00 (05:00 EET) | Martínez, D. Simonet 5 | (13–14) | Kastening, Schiller 7 | Gimnaziul Național Yoyogi, Tokyo Arbitri: Horáček, Novotný |
| 26 iulie 2021 11:00 (05:00 EET) | 4× 3×                  | Raport  | 3× 2× 1×              | Gimnaziul Național Yoyogi, Tokyo Arbitri: Horáček, Novotný |

| 26 iulie 2021 16:15 (10:15 EET) | Spania      | 28 – 27 | Norvegia | Gimnaziul Național Yoyogi, Tokyo Arbitri: Nikolov, Nacevski |
| 26 iulie 2021 16:15 (10:15 EET) | Figueras 10 | (13–14) | Jøndal 9 | Gimnaziul Național Yoyogi, Tokyo Arbitri: Nikolov, Nacevski |
| 26 iulie 2021 16:15 (10:15 EET) | 5× 1×       | Raport  | 2×       | Gimnaziul Național Yoyogi, Tokyo Arbitri: Nikolov, Nacevski |

| 28 iulie 2021 16:15 (10:15 EET) | Norvegia  | 27 – 23 | Argentina             | Gimnaziul Național Yoyogi, Tokyo Arbitri: Fonseca, Santos |
| 28 iulie 2021 16:15 (10:15 EET) | Sagosen 7 | (13–12) | Pizarro, D. Simonet 5 | Gimnaziul Național Yoyogi, Tokyo Arbitri: Fonseca, Santos |
| 28 iulie 2021 16:15 (10:15 EET) | 4× 2×     | Raport  | 7× 2×                 | Gimnaziul Național Yoyogi, Tokyo Arbitri: Fonseca, Santos |

| 28 iulie 2021 19:30 (13:30 EET) | Brazilia | 25 – 32 | Spania | Gimnaziul Național Yoyogi, Tokyo Arbitri: Hansen, Madsen |
| 28 iulie 2021 19:30 (13:30 EET) | Silva 6  | (16–18) | Solé 5 | Gimnaziul Național Yoyogi, Tokyo Arbitri: Hansen, Madsen |
| 28 iulie 2021 19:30 (13:30 EET) | 4×       | Raport  | 1×     | Gimnaziul Național Yoyogi, Tokyo Arbitri: Hansen, Madsen |

| 28 iulie 2021 21:30 (15:30 EET) | Franța | 30 – 29 | Germania    | Gimnaziul Național Yoyogi, Tokyo Arbitri: Nacevski, Nikolov |
| 28 iulie 2021 21:30 (15:30 EET) | Mem 6  | (16–13) | Kastening 7 | Gimnaziul Național Yoyogi, Tokyo Arbitri: Nacevski, Nikolov |
| 28 iulie 2021 21:30 (15:30 EET) | 1×     | Raport  | 1×          | Gimnaziul Național Yoyogi, Tokyo Arbitri: Nacevski, Nikolov |

| 30 iulie 2021 09:00 (03:00 EET) | Argentina  | 23 – 25 | Brazilia | Gimnaziul Național Yoyogi, Tokyo Arbitri: Lah, Sok |
| 30 iulie 2021 09:00 (03:00 EET) | Martínez 6 | (7–14)  | Silva 7  | Gimnaziul Național Yoyogi, Tokyo Arbitri: Lah, Sok |
| 30 iulie 2021 09:00 (03:00 EET) | 4× 2× 1×   | Raport  | 5× 1×    | Gimnaziul Național Yoyogi, Tokyo Arbitri: Lah, Sok |

| 30 iulie 2021 14:15 (08:15 EET) | Franța   | 36 – 31 | Spania              | Gimnaziul Național Yoyogi, Tokyo Arbitri: Horáček, Novotný |
| 30 iulie 2021 14:15 (08:15 EET) | Remili 9 | (18–12) | Dujshebaev, Gómez 5 | Gimnaziul Național Yoyogi, Tokyo Arbitri: Horáček, Novotný |
| 30 iulie 2021 14:15 (08:15 EET) | 3× 2×    | Raport  | 2× 1×               | Gimnaziul Național Yoyogi, Tokyo Arbitri: Horáček, Novotný |

| 30 iulie 2021 21:30 (15:30 EET) | Germania     | 28 – 23 | Norvegia  | Gimnaziul Național Yoyogi, Tokyo Arbitri: Brunner, Salah |
| 30 iulie 2021 21:30 (15:30 EET) | Gensheimer 6 | (14–11) | Sagosen 7 | Gimnaziul Național Yoyogi, Tokyo Arbitri: Brunner, Salah |
| 30 iulie 2021 21:30 (15:30 EET) | 3× 1×        | Raport  | 5× 2×     | Gimnaziul Național Yoyogi, Tokyo Arbitri: Brunner, Salah |

| 1 august 2021 14:15 (08:15 EET) | Spania  | 36 – 27 | Argentina | Gimnaziul Național Yoyogi, Tokyo Arbitri: Kurtagić, Wetterwik |
| 1 august 2021 14:15 (08:15 EET) | Gómez 6 | (17–12) | Pizarro 5 | Gimnaziul Național Yoyogi, Tokyo Arbitri: Kurtagić, Wetterwik |
| 1 august 2021 14:15 (08:15 EET) | 3×      | Raport  | 3×        | Gimnaziul Național Yoyogi, Tokyo Arbitri: Kurtagić, Wetterwik |

| 1 august 2021 16:15 (10:15 EET) | Norvegia  | 32 – 29 | Franța                 | Gimnaziul Național Yoyogi, Tokyo Arbitri: Nacevski, Nikolov |
| 1 august 2021 16:15 (10:15 EET) | Sagosen 7 | (15–15) | Descat, N. Karabatić 5 | Gimnaziul Național Yoyogi, Tokyo Arbitri: Nacevski, Nikolov |
| 1 august 2021 16:15 (10:15 EET) | 1×        | Raport  | 3× 1×                  | Gimnaziul Național Yoyogi, Tokyo Arbitri: Nacevski, Nikolov |

| 1 august 2021 19:30 (13:30 EET) | Germania          | 29 – 25 | Brazilia | Gimnaziul Național Yoyogi, Tokyo Arbitri: Horáček, Novotný |
| 1 august 2021 19:30 (13:30 EET) | Knorr, Weinhold 6 | (16–12) | Dutra 7  | Gimnaziul Național Yoyogi, Tokyo Arbitri: Horáček, Novotný |
| 1 august 2021 19:30 (13:30 EET) | 3× 1×             | Raport  | 2×       | Gimnaziul Național Yoyogi, Tokyo Arbitri: Horáček, Novotný |

### Grupa B
| Loc | Echipa      | MJ | V | E | Î | GM  | GP  | DG  | Pct | Calificare           |
| --- | ----------- | -- | - | - | - | --- | --- | --- | --- | -------------------- |
| 1   | Danemarca   | 5  | 4 | 0 | 1 | 174 | 139 | +35 | 8   | Sferturile de finală |
| 2   | Egipt       | 5  | 4 | 0 | 1 | 154 | 134 | +20 | 8   | Sferturile de finală |
| 3   | Suedia      | 5  | 4 | 0 | 1 | 144 | 142 | +2  | 8   | Sferturile de finală |
| 4   | Bahrain     | 5  | 1 | 0 | 4 | 129 | 149 | −20 | 2   | Sferturile de finală |
| 5   | Portugalia  | 5  | 1 | 0 | 4 | 143 | 156 | −13 | 2   |                      |
| 6   | Japonia (H) | 5  | 1 | 0 | 4 | 146 | 170 | −24 | 2   |                      |

1. 1 2 3  Danemarca 2 puncte, golaveraj +2; Egipt 2 puncte, golaveraj 0, Suedia 2 puncte, golaveraj −2
2. 1 2 3  Bahrein 2 puncte, golaveraj +1; Portugalia 2 puncte, golaveraj 0, Japonia 2 puncte, golaveraj −1

Conform paginii oficiale a competiției:
| 24 iulie 2021 14:15 (08:15 EET) | Suedia   | 32 – 31 | Bahrain | Gimnaziul Național Yoyogi, Tokyo Arbitri: Brunner, Salah |
| 24 iulie 2021 14:15 (08:15 EET) | Wanne 13 | (16–18) | Ahmed 6 | Gimnaziul Național Yoyogi, Tokyo Arbitri: Brunner, Salah |
| 24 iulie 2021 14:15 (08:15 EET) | 3× 1×    | Raport  | 5× 1×   | Gimnaziul Național Yoyogi, Tokyo Arbitri: Brunner, Salah |

| 24 iulie 2021 19:30 (13:30 EET) | Portugalia | 31 – 37 | Egipt    | Gimnaziul Național Yoyogi, Tokyo Arbitri: Nikolov, Nachevski |
| 24 iulie 2021 19:30 (13:30 EET) | Ferraz 6   | (15–15) | Hesham 7 | Gimnaziul Național Yoyogi, Tokyo Arbitri: Nikolov, Nachevski |
| 24 iulie 2021 19:30 (13:30 EET) | 5× 2×      | Raport  | 2× 1×    | Gimnaziul Național Yoyogi, Tokyo Arbitri: Nikolov, Nachevski |

| 24 iulie 2021 21:30 (15:30 EET) | Danemarca         | 47 – 30 | Japonia  | Gimnaziul Național Yoyogi, Tokyo Arbitri: Schulze, Tönnies |
| 24 iulie 2021 21:30 (15:30 EET) | Holm, Saugstrup 9 | (25–14) | Motoki 8 | Gimnaziul Național Yoyogi, Tokyo Arbitri: Schulze, Tönnies |
| 24 iulie 2021 21:30 (15:30 EET) | 1×                | Raport  | 4× 1×    | Gimnaziul Național Yoyogi, Tokyo Arbitri: Schulze, Tönnies |

| 26 iulie 2021 14:15 (08:15 EET) | Egipt    | 27 – 32 | Danemarca   | Gimnaziul Național Yoyogi, Tokyo Arbitri: Raluy, Sabroso |
| 26 iulie 2021 14:15 (08:15 EET) | Hesham 6 | (15–14) | M. Hansen 9 | Gimnaziul Național Yoyogi, Tokyo Arbitri: Raluy, Sabroso |
| 26 iulie 2021 14:15 (08:15 EET) | 5×       | Raport  | 5× 2×       | Gimnaziul Național Yoyogi, Tokyo Arbitri: Raluy, Sabroso |

| 26 iulie 2021 19:30 (13:30 EET) | Bahrain | 25 – 26 | Portugalia | Gimnaziul Național Yoyogi, Tokyo Arbitri: Schulze, Tönnies |
| 26 iulie 2021 19:30 (13:30 EET) | Habib 8 | (15–14) | Portela 6  | Gimnaziul Național Yoyogi, Tokyo Arbitri: Schulze, Tönnies |
| 26 iulie 2021 19:30 (13:30 EET) | 4× 1×   | Raport  | 5× 1×      | Gimnaziul Național Yoyogi, Tokyo Arbitri: Schulze, Tönnies |

| 26 iulie 2021 21:30 (15:30 EET) | Japonia  | 26 – 28 | Suedia  | Gimnaziul Național Yoyogi, Tokyo Arbitri: Lah, Sok |
| 26 iulie 2021 21:30 (15:30 EET) | Motoki 6 | (14–17) | Wanne 8 | Gimnaziul Național Yoyogi, Tokyo Arbitri: Lah, Sok |
| 26 iulie 2021 21:30 (15:30 EET) | 4× 1×    | Raport  | 1×      | Gimnaziul Național Yoyogi, Tokyo Arbitri: Lah, Sok |

| 28 iulie 2021 09:00 (03:00 EET) | Danemarca   | 31 – 21 | Bahrain          | Gimnaziul Național Yoyogi, Tokyo Arbitri: Horáček, Novotný |
| 28 iulie 2021 09:00 (03:00 EET) | J. Hansen 6 | (12–7)  | patru jucători 3 | Gimnaziul Național Yoyogi, Tokyo Arbitri: Horáček, Novotný |
| 28 iulie 2021 09:00 (03:00 EET) | 1×          | Raport  | 3×               | Gimnaziul Național Yoyogi, Tokyo Arbitri: Horáček, Novotný |

| 28 iulie 2021 11:00 (05:00 EET) | Suedia   | 29 – 28 | Portugalia      | Gimnaziul Național Yoyogi, Tokyo Arbitri: Raluy, Sabroso |
| 28 iulie 2021 11:00 (05:00 EET) | Ekberg 9 | (14–14) | trei jucători 4 | Gimnaziul Național Yoyogi, Tokyo Arbitri: Raluy, Sabroso |
| 28 iulie 2021 11:00 (05:00 EET) | 2× 1×    | Raport  | 6× 1×           | Gimnaziul Național Yoyogi, Tokyo Arbitri: Raluy, Sabroso |

| 28 iulie 2021 14:15 (08:15 EET) | Japonia  | 29 – 33 | Egipt      | Gimnaziul Național Yoyogi, Tokyo Arbitri: Schulze, Tönnies |
| 28 iulie 2021 14:15 (08:15 EET) | Tokuda 8 | (11–18) | El-Ahmar 8 | Gimnaziul Național Yoyogi, Tokyo Arbitri: Schulze, Tönnies |
| 28 iulie 2021 14:15 (08:15 EET) | 7× 1×    | Raport  | 2×         | Gimnaziul Național Yoyogi, Tokyo Arbitri: Schulze, Tönnies |

| 30 iulie 2021 11:00 (05:00 EET) | Bahrain            | 32 – 30 | Japonia  | Gimnaziul Național Yoyogi, Tokyo Arbitri: Raluy, Sabroso |
| 30 iulie 2021 11:00 (05:00 EET) | Al-Sayyad, Habib 7 | (17–16) | Motoki 7 | Gimnaziul Național Yoyogi, Tokyo Arbitri: Raluy, Sabroso |
| 30 iulie 2021 11:00 (05:00 EET) | 4× 2×              | Raport  | 4×       | Gimnaziul Național Yoyogi, Tokyo Arbitri: Raluy, Sabroso |

| 30 iulie 2021 16:15 (10:15 EET) | Suedia   | 22 – 27 | Egipt   | Gimnaziul Național Yoyogi, Tokyo Arbitri: Bonaventura, Bonaventura |
| 30 iulie 2021 16:15 (10:15 EET) | Pellas 7 | (9–13)  | Sanad 6 | Gimnaziul Național Yoyogi, Tokyo Arbitri: Bonaventura, Bonaventura |
| 30 iulie 2021 16:15 (10:15 EET) | 2×       | Raport  | 2×      | Gimnaziul Național Yoyogi, Tokyo Arbitri: Bonaventura, Bonaventura |

| 30 iulie 2021 19:30 (13:30 EET) | Portugalia   | 28 – 34 | Danemarca   | Gimnaziul Național Yoyogi, Tokyo Arbitri: Nacevski, Nikolov |
| 30 iulie 2021 19:30 (13:30 EET) | Branquinho 4 | (19–20) | M. Hansen 9 | Gimnaziul Național Yoyogi, Tokyo Arbitri: Nacevski, Nikolov |
| 30 iulie 2021 19:30 (13:30 EET) | 4× 1×        | Raport  | 3×          | Gimnaziul Național Yoyogi, Tokyo Arbitri: Nacevski, Nikolov |

| 1 august 2021 09:00 (03:00 EET) | Portugalia       | 30 – 31 | Japonia     | Gimnaziul Național Yoyogi, Tokyo Arbitri: Brunner, Salah |
| 1 august 2021 09:00 (03:00 EET) | patru jucători 4 | (14–16) | R. Tokuda 6 | Gimnaziul Național Yoyogi, Tokyo Arbitri: Brunner, Salah |
| 1 august 2021 09:00 (03:00 EET) | 4× 2×            | Raport  | 2×          | Gimnaziul Național Yoyogi, Tokyo Arbitri: Brunner, Salah |

| 1 august 2021 11:00 (05:00 EET) | Egipt      | 30 – 20 | Bahrain | Gimnaziul Național Yoyogi, Tokyo Arbitri: Raluy, Sabroso |
| 1 august 2021 11:00 (05:00 EET) | El-Ahmar 5 | (15–7)  | Habib 4 | Gimnaziul Național Yoyogi, Tokyo Arbitri: Raluy, Sabroso |
| 1 august 2021 11:00 (05:00 EET) | 2×         | Raport  | 1×      | Gimnaziul Național Yoyogi, Tokyo Arbitri: Raluy, Sabroso |

| 1 august 2021 21:30 (15:30 EET) | Danemarca           | 30 – 33 | Suedia                 | Gimnaziul Național Yoyogi, Tokyo Arbitri: Schulze, Tönnies |
| 1 august 2021 21:30 (15:30 EET) | Gidsel, J. Hansen 5 | (13–17) | Carlsbogård, Sandell 6 | Gimnaziul Național Yoyogi, Tokyo Arbitri: Schulze, Tönnies |
| 1 august 2021 21:30 (15:30 EET) | 2× 3×               | Raport  | 6× 2×                  | Gimnaziul Național Yoyogi, Tokyo Arbitri: Schulze, Tönnies |

## Fazele eliminatorii

### Schemă
|  | Sferturile de finală | Sferturile de finală |               |    | Semifinalele | Semifinalele |  |  | Finala | Finala |
|  |                      |                      |               |    |              |              |  |  |        |        |
|  | 3 august 2021        |                      |               |    |              |              |  |  |        |        |
|  |                      |                      |               |    |              |              |  |  |        |        |
|  | Franța               | 42                   |               |    |              |              |  |  |        |        |
|  | Franța               | 42                   | 5 august 2021 |    |              |              |  |  |        |        |
|  | Bahrain              | 28                   |               |    |              |              |  |  |        |        |
|  | Bahrain              | 28                   | Franța        | 27 |              |              |  |  |        |        |
|  | 3 august 2021        |                      | Franța        | 27 |              |              |  |  |        |        |
|  |                      | Egipt                | 23            |    |              |              |  |  |        |        |
|  | Germania             | Egipt                | 23            | 26 |              |              |  |  |        |        |
|  | Germania             |                      | 7 august 2021 | 26 |              |              |  |  |        |        |
|  | Egipt                | 31                   |               |    |              |              |  |  |        |        |
|  | Egipt                | 31                   | Franța        | 25 |              |              |  |  |        |        |
|  | 3 august 2021        |                      | Franța        | 25 |              |              |  |  |        |        |
|  |                      | Danemarca            | 23            |    |              |              |  |  |        |        |
|  | Suedia               | Danemarca            | 23            | 33 |              |              |  |  |        |        |
|  | Suedia               | 5 august 2021        |               | 33 |              |              |  |  |        |        |
|  | Spania               | 34                   |               |    |              |              |  |  |        |        |
|  | Spania               | 34                   | Spania        | 23 |              |              |  |  |        |        |
|  | 3 august 2021        |                      | Spania        | 23 |              |              |  |  |        |        |
|  |                      | Danemarca            | 27            |    | Finala mică  | Finala mică  |  |  |        |        |
|  | Danemarca            | Danemarca            | 27            | 31 | Finala mică  | Finala mică  |  |  |        |        |
|  | Danemarca            |                      | 7 august 2021 | 31 |              |              |  |  |        |        |
|  | Norvegia             | 25                   |               |    |              |              |  |  |        |        |
|  | Norvegia             | 25                   | Egipt         | 31 |              |              |  |  |        |        |
|  |                      |                      |               |    |              |              |  |  |        |        |
|  | Spania               | 33                   |               |    |              |              |  |  |        |        |
|  | Spania               | 33                   |               |    |              |              |  |  |        |        |

### Sferturile de finală
| 3 august 2021 09:30 (03:30 EET) | Franța | 42 – 28 | Bahrain     | Gimnaziul Național Yoyogi, Tokyo Arbitri: Lah, Sok |
| 3 august 2021 09:30 (03:30 EET) | Mahé 9 | (21–14) | Al-Sayyad 5 | Gimnaziul Național Yoyogi, Tokyo Arbitri: Lah, Sok |
| 3 august 2021 09:30 (03:30 EET) | 3×     | Raport  | 5× 2×       | Gimnaziul Național Yoyogi, Tokyo Arbitri: Lah, Sok |

| 3 august 2021 13:15 (07:15 EET) | Suedia   | 33 – 34 | Spania  | Gimnaziul Național Yoyogi, Tokyo Arbitri: Schulze, Tönnies |
| 3 august 2021 13:15 (07:15 EET) | Wanne 10 | (20–18) | Gómez 8 | Gimnaziul Național Yoyogi, Tokyo Arbitri: Schulze, Tönnies |
| 3 august 2021 13:15 (07:15 EET) | 4× 1×    | Raport  | 3× 2×   | Gimnaziul Național Yoyogi, Tokyo Arbitri: Schulze, Tönnies |

| 3 august 2021 17:00 (11:00 EET) | Danemarca         | 31 – 25 | Norvegia  | Gimnaziul Național Yoyogi, Tokyo Arbitri: Bonaventura, Bonaventura |
| 3 august 2021 17:00 (11:00 EET) | M. Hansen, Holm 8 | (13–12) | Sagosen 8 | Gimnaziul Național Yoyogi, Tokyo Arbitri: Bonaventura, Bonaventura |
| 3 august 2021 17:00 (11:00 EET) | 4× 1×             | Raport  | 3× 1×     | Gimnaziul Național Yoyogi, Tokyo Arbitri: Bonaventura, Bonaventura |

| 3 august 2021 20:45 (14:45 EET) | Germania      | 26 – 31 | Egipt        | Gimnaziul Național Yoyogi, Tokyo Arbitri: Nikolov, Nacevski |
| 3 august 2021 20:45 (14:45 EET) | Golla, Kühn 6 | (12–16) | Omar, Zein 5 | Gimnaziul Național Yoyogi, Tokyo Arbitri: Nikolov, Nacevski |
| 3 august 2021 20:45 (14:45 EET) | 3× 1×         | Raport  | 1×           | Gimnaziul Național Yoyogi, Tokyo Arbitri: Nikolov, Nacevski |

### Semifinalele
| 5 august 2021 17:00 (11:00 EET) | Franța        | 27 – 23 | Egipt            | Gimnaziul Național Yoyogi, Tokyo Arbitri: Raluy, Sabroso |
| 5 august 2021 17:00 (11:00 EET) | Descat, Mem 5 | (13–13) | El-Ahmar, Omar 5 | Gimnaziul Național Yoyogi, Tokyo Arbitri: Raluy, Sabroso |
| 5 august 2021 17:00 (11:00 EET) | 3×            | Raport  | 1×               | Gimnaziul Național Yoyogi, Tokyo Arbitri: Raluy, Sabroso |

| 5 august 2021 21:00 (15:00 EET) | Spania                 | 23 – 27 | Danemarca    | Gimnaziul Național Yoyogi, Tokyo Arbitri: Brunner, Salah |
| 5 august 2021 21:00 (15:00 EET) | Dujshebaev, Figueras 5 | (10–14) | M. Hansen 12 | Gimnaziul Național Yoyogi, Tokyo Arbitri: Brunner, Salah |
| 5 august 2021 21:00 (15:00 EET) | 4× 1×                  | Raport  | 2×           | Gimnaziul Național Yoyogi, Tokyo Arbitri: Brunner, Salah |

### Finala mică
| 7 august 2021 17:00 (11:00 EET) | Egipt              | 31 – 33 | Spania   | Gimnaziul Național Yoyogi, Tokyo Arbitri: Schulze, Tönnies |
| 7 august 2021 17:00 (11:00 EET) | El-Ahmar, Shebib 7 | (16–19) | Gómez 8  | Gimnaziul Național Yoyogi, Tokyo Arbitri: Schulze, Tönnies |
| 7 august 2021 17:00 (11:00 EET) | 2×                 | Raport  | 4× 2× 1× | Gimnaziul Național Yoyogi, Tokyo Arbitri: Schulze, Tönnies |

### Finala
| 7 august 2021 21:00 (15:00 EET) | Franța   | 25 – 23 | Danemarca   | Gimnaziul Național Yoyogi, Tokyo Arbitri: Nikolov, Nacevski |
| 7 august 2021 21:00 (15:00 EET) | Remili 5 | (14–10) | M. Hansen 9 | Gimnaziul Național Yoyogi, Tokyo Arbitri: Nikolov, Nacevski |
| 7 august 2021 21:00 (15:00 EET) | 4×       | Raport  | 1×          | Gimnaziul Național Yoyogi, Tokyo Arbitri: Nikolov, Nacevski |

## Statistici
| Poz. | Nume           | Goluri | Șuturi | %  | MJ |
| ---- | -------------- | ------ | ------ | -- | -- |
| 1    | Mikkel Hansen  | 61     | 100    | 61 | 8  |
| 2    | Mathias Gidsel | 46     | 57     | 81 | 8  |
| 3    | Aleix Gómez    | 44     | 47     | 94 | 8  |
| 4    | Sander Sagosen | 43     | 80     | 54 | 6  |
| 5    | Hampus Wanne   | 41     | 57     | 72 | 6  |
| 6    | Yahia Omar     | 38     | 63     | 60 | 8  |
| 7    | Adrià Figueras | 37     | 47     | 79 | 8  |
| 8    | Ahmed El-Ahmar | 36     | 49     | 73 | 8  |
| 9    | Hugo Descat    | 32     | 37     | 86 | 8  |
| 9    | Nedim Remili   | 32     | 52     | 62 | 8  |

| Poz. | Nume                   | %    | Parade | Șuturi | MJ |
| ---- | ---------------------- | ---- | ------ | ------ | -- |
| 1    | Johannes Bitter        | 33,3 | 32     | 96     | 6  |
| 2    | Niklas Landin Jacobsen | 32,1 | 63     | 196    | 8  |
| 3    | Karim Hendawy          | 31,7 | 59     | 186    | 8  |
| 4    | Torbjørn Bergerud      | 31,5 | 51     | 162    | 6  |
| 5    | Gustavo Capdeville     | 31,4 | 22     | 70     | 5  |
| 5    | Vincent Gérard         | 31,4 | 74     | 236    | 8  |
| 7    | Mikael Aggefors        | 30,4 | 24     | 79     | 6  |
| 8    | Leonardo Terçariol     | 30,2 | 39     | 129    | 5  |
| 9    | Mohamed El-Tayar       | 29,7 | 38     | 128    | 8  |
| 10   | Andreas Palicka        | 28,3 | 47     | 166    | 6  |

| Post                      | Jucător          |
| ------------------------- | ---------------- |
| Portar                    | Vincent Gérard   |
| Extremă stânga            | Hugo Descat      |
| Inter stânga              | Mikkel Hansen    |
| Centru                    | Nedim Remili     |
| Inter dreapta             | Yahia Omar       |
| Extremă dreapta           | Aleix Gómez      |
| Pivot                     | Ludovic Fabregas |
| Cel mai bun jucător (MVP) | Mathias Gidsel   |

## Clasament final și echipe medaliate
| Loc | Echipă     |
| --- | ---------- |
|     | Franța     |
|     | Danemarca  |
|     | Spania     |
| 4   | Egipt      |
| 5   | Suedia     |
| 6   | Germania   |
| 7   | Norvegia   |
| 8   | Bahamas    |
| 9   | Portugalia |
| 10  | Brazilia   |
| 11  | Japonia    |
| 12  | Argentina  |

| Medalie de aur | Medalie de argint | Medalie de bronz |
| FranțaNedim Remili · Melvyn Richardson · Dika Mem · Nicolas Tournat · Vincent Gérard · Nikola Karabatić · Kentin Mahé · Yann Genty · Timothey N'Guessan · Luc Abalo · Michaël Guigou · Luka Karabatić · Ludovic Fabregas · Hugo Descat · Valentin Porte · Antrenor principal: · Guillaume Gille · Antrenor secund: · Érick Mathé | DanemarcaNiklas Landin · Magnus Landin · Emil Jakobsen · Magnus Saugstrup · Lasse Svan Hansen · Kevin Møller · Henrik Møllgaard · Mads Mensah · Henrik Toft Hansen · Mikkel Hansen · Morten Olsen · Jóhan Hansen · Lasse Andersson · Jacob Holm · Mathias Gidsel · Antrenor principal: · Nikolaj Jacobsen · Antrenor secund: · Henrik Kronborg | SpaniaGonzalo Pérez de Vargas · Eduardo Gurbindo · Jorge Maqueda · Angel Fernandez · Raúl Entrerríos · Alex Dujshebaev · Daniel Sarmiento · Rodrigo Corrales · Julen Aguinagalde · Ferran Solé · Adrià Figueras · Miguel Sánchez-Migallón · Antonio García Robledo · Aleix Gómez · Gedeón Guardiola · Antrenor principal: · Jordi Ribera · Antrenor secund: · César Montes Agüera |